# Catostylus tagi
Catostylus tagi is een schijfkwal uit de familie Catostylidae. De kwal komt uit het geslacht Catostylus. Catostylus tagi werd in 1869 voor het eerst wetenschappelijk beschreven door Haeckel. 